# Primera División de México 1952-53
La Temporada 1952-53 de la Primera División de México fue la edición X en la historia de los torneos profesionales del fútbol mexicano. El Club Deportivo Tampico fue el ganador de la competición al terminar en el primer lugar de la tabla general, mientras que el subcampeón fue el Zacatepec. Por otra parte la competición vio el debut del Club La Piedad en el máximo circuito, sin embargo descendería a la Segunda División al finalizar la temporada tras finalizar en último lugar.

## Sistema de competencia
Los doce participantes disputan el campeonato bajo un sistema de liga, es decir, todos contra todos a visita recíproca; con un criterio de puntuación que otorga dos unidades por victoria, una por empate y cero por derrota. El campeón sería el club que al finalizar el torneo haya obtenido la mayor cantidad de puntos, y por ende se ubique en el primer lugar de la clasificación. 
En caso de concluir el certamen con dos equipos empatados en el primer lugar, se procedería a un partido de desempate entre ambos conjuntos en una cancha neutral predeterminada al inicio del torneo; de terminar en empate dicho duelo, se realizará uno extra, y de persistir la igualdad en este, se alargaría a la disputa de dos tiempos extras de 30 minutos cada uno, y posteriormente a un nuevo encuentro hasta que se produjera un ganador.
En caso de que el empate en el primer lugar fuese entre más de dos equipos, se realizaría una ronda de partidos entre los involucrados, con los mismos criterios de puntuación, declarando campeón a quien liderada esta fase al final.
El descenso a Segunda División corresponderá al equipo que acumulara la menor cantidad de puntos, y que por ende finalice en el último lugar de la clasificación. Al igual que el campeonato, para el descenso se contempló una serie de partidos extra en caso de empate en puntos de uno o más equipos.
Para el resto de las posiciones que no estaban involucradas con la disputa del título y el descenso, su ubicación, en caso de empate, se definía por medio del criterio de gol average o promedio de goles, y se calculaba dividiendo el número de goles anotados entre los recibidos.

## Equipos participantes

### Ascensos y descensos
| Pos | Ascendido de la Segunda División 1951-52 |
| --- | ---------------------------------------- |
| 1.º | La Piedad                                |

| Pos  | Descendido en la Primera División 1951-52 |
| ---- | ----------------------------------------- |
| 12.º | Veracruz                                  |

### Equipos por entidad federativa
En la temporada 1952-1953 jugaron 12 equipos que se distribuían de la siguiente forma:
| Oro Atlas Guadalajara León Necaxa Puebla La Piedad América Atlante Zacatepec Marte Tampico | \| Entidad Federativa \| N.º \| Equipos \| \| ------------------ \| --- \| ------------------------- \| \| Distrito Federal \| 3 \| América, Atlante y Necaxa \| \| Jalisco \| 3 \| Atlas, Oro y Guadalajara \| \| Morelos \| 2 \| Marte y Zacatepec \| \| Michoacán \| 1 \| La Piedad \| \| Guanajuato \| 1 \| León \| \| Puebla \| 1 \| Puebla \| \| Tamaulipas \| 1 \| Tampico \| |                           |
| Entidad Federativa                                                                         | N.º | Equipos                   |
| Distrito Federal                                                                           | 3 | América, Atlante y Necaxa |
| Jalisco                                                                                    | 3 | Atlas, Oro y Guadalajara  |
| Morelos                                                                                    | 2 | Marte y Zacatepec         |
| Michoacán                                                                                  | 1 | La Piedad                 |
| Guanajuato                                                                                 | 1 | León                      |
| Puebla                                                                                     | 1 | Puebla                    |
| Tamaulipas                                                                                 | 1 | Tampico                   |

### Información de los equipos participantes
| Nombre               | Ciudad               | Estadio                |
| -------------------- | -------------------- | ---------------------- |
| América (AME)        | Ciudad de México     | Ciudad de los Deportes |
| Atlante (ATT)        | Ciudad de México     | Ciudad de los Deportes |
| Atlas (ATL)          | Guadalajara, Jalisco | Parque Oro             |
| Guadalajara (GDL)    | Guadalajara, Jalisco | Parque Oro             |
| La Piedad (LAP)      | La Piedad, Michoacán | Juan N. López          |
| León (LEO)           | León, Guanajuato     | La Martinica           |
| Marte (MAR)          | Ciudad de México     | Ciudad de los Deportes |
| Necaxa (NEC)         | Ciudad de México     | Ciudad de los Deportes |
| Oro de Jalisco (ORO) | Guadalajara, Jalisco | Parque Oro             |
| Puebla (PUE)         | Puebla, Puebla       | Parque El Mirador      |
| Tampico (TAM)        | Tampico, Tamaulipas  | Tampico                |
| Zacatepec (ZAC)      | Zacatepec, Morelos   | Parque del Ingenio     |

## Tabla general
| Pos. | Equipo      | Pts. | PJ | G  | E | P  | GF | GC | Dif. |                       |
| ---- | ----------- | ---- | -- | -- | - | -- | -- | -- | ---- | --------------------- |
| 1    | Tampico (C) | 34   | 22 | 14 | 6 | 2  | 45 | 28 | +17  | Campeón               |
| 2    | Zacatepec   | 28   | 22 | 10 | 8 | 4  | 38 | 26 | +12  |                       |
| 3    | León        | 27   | 22 | 12 | 3 | 7  | 35 | 29 | +6   |                       |
| 4    | Atlas       | 25   | 22 | 8  | 9 | 5  | 42 | 32 | +10  |                       |
| 5    | Guadalajara | 23   | 22 | 10 | 3 | 9  | 41 | 32 | +9   |                       |
| 6    | Puebla      | 21   | 22 | 8  | 5 | 9  | 34 | 28 | +6   |                       |
| 7    | Marte       | 20   | 22 | 7  | 6 | 9  | 29 | 31 | −2   |                       |
| 8    | Atlante     | 19   | 22 | 6  | 7 | 9  | 29 | 33 | −4   |                       |
| 9    | Oro         | 19   | 22 | 7  | 5 | 10 | 30 | 41 | −11  |                       |
| 10   | Necaxa      | 18   | 22 | 6  | 6 | 10 | 33 | 35 | −2   |                       |
| 11   | América     | 16   | 22 | 5  | 6 | 11 | 23 | 40 | −17  |                       |
| 12   | La Piedad   | 14   | 22 | 6  | 2 | 14 | 18 | 42 | −24  | Descenso de categoría |

 Fuente: RSSSF
|                              |
| Tampico Campeón 1.er título. |

## Resultados
| Local \ Visitante | AME | ATT | ATL | GUA | LPD | LEO | MAR | NEC | ORO | PUE | TAM | ZAC |
| ----------------- | --- | --- | --- | --- | --- | --- | --- | --- | --- | --- | --- | --- |
| América           | —   | 1–1 | 1–3 | 3–2 | 0–1 | 0–2 | 1–1 | 1–2 | 1–3 | 1–0 | 0–1 | 0–2 |
| Atlante           | 6–0 | —   | 0–0 | 1–2 | 2–1 | 4–0 | 1–1 | 1–1 | 1–0 | 0–2 | 1–1 | 0–4 |
| Atlas             | 1–1 | 2–1 | —   | 2–2 | 3–0 | 1–2 | 2–4 | 5–3 | 4–0 | 1–3 | 3–3 | 2–2 |
| Guadalajara       | 3–2 | 5–1 | 0–1 | —   | 7–0 | 1–3 | 3–0 | 2–1 | 2–1 | 3–2 | 3–1 | 1–1 |
| La Piedad         | 2–3 | 0–0 | 1–0 | 0–2 | —   | 0–3 | 2–1 | 3–0 | 1–0 | 1–0 | 1–2 | 0–0 |
| León              | 0–0 | 4–1 | 2–2 | 1–0 | 3–0 | —   | 3–1 | 2–1 | 2–1 | 1–0 | 1–2 | 2–1 |
| Marte             | 0–0 | 1–2 | 0–2 | 1–0 | 2–1 | 4–2 | —   | 2–0 | 4–2 | 0–0 | 1–3 | 2–2 |
| Necaxa            | 2–3 | 1–2 | 1–1 | 3–0 | 2–0 | 2–0 | 0–0 | —   | 2–0 | 5–2 | 2–2 | 2–2 |
| Oro               | 2–2 | 2–1 | 1–1 | 2–1 | 4–2 | 1–0 | 1–0 | 2–2 | —   | 2–1 | 2–2 | 2–2 |
| Puebla            | 1–2 | 1–0 | 3–3 | 3–0 | 4–1 | 1–1 | 0–2 | 2–1 | 3–0 | —   | 3–0 | 1–1 |
| Tampico           | 1–0 | 3–2 | 2–1 | 1–1 | 2–0 | 4–1 | 2–1 | 2–0 | 3–1 | 2–2 | —   | 4–1 |
| Zacatepec         | 4–1 | 1–1 | 0–2 | 2–1 | 2–1 | 2–0 | 2–1 | 1–0 | 4–1 | 1–0 | 1–2 | —   |